# Indothemis carnatica
Indothemis carnatica – gatunek ważki z rodziny ważkowatych (Libellulidae).